# L’Œuf électrique
L’Œuf électrique (französisch für das elektrische Ei) war ein futuristischer Prototyp eines dreirädrigen Elektrofahrzeugs, der von dem Industriedesigner Paul Arzens 1938 entworfen und 1942 gebaut wurde. Er kam 1993 ins Musée des arts et métiers in Paris und wird heute in der Cité de l’Automobile in Mulhouse im Elsass ausgestellt.

## Geschichte
Der aus Paris stammende Paul Arzens war ein Absolvent der École nationale supérieure des beaux-arts de Paris. Er entwarf diesen futuristischen, sparsamen und leichten Elektrodreirad-Prototyp 1938 und baute ihn 1942, während des Zweiten Weltkriegs.

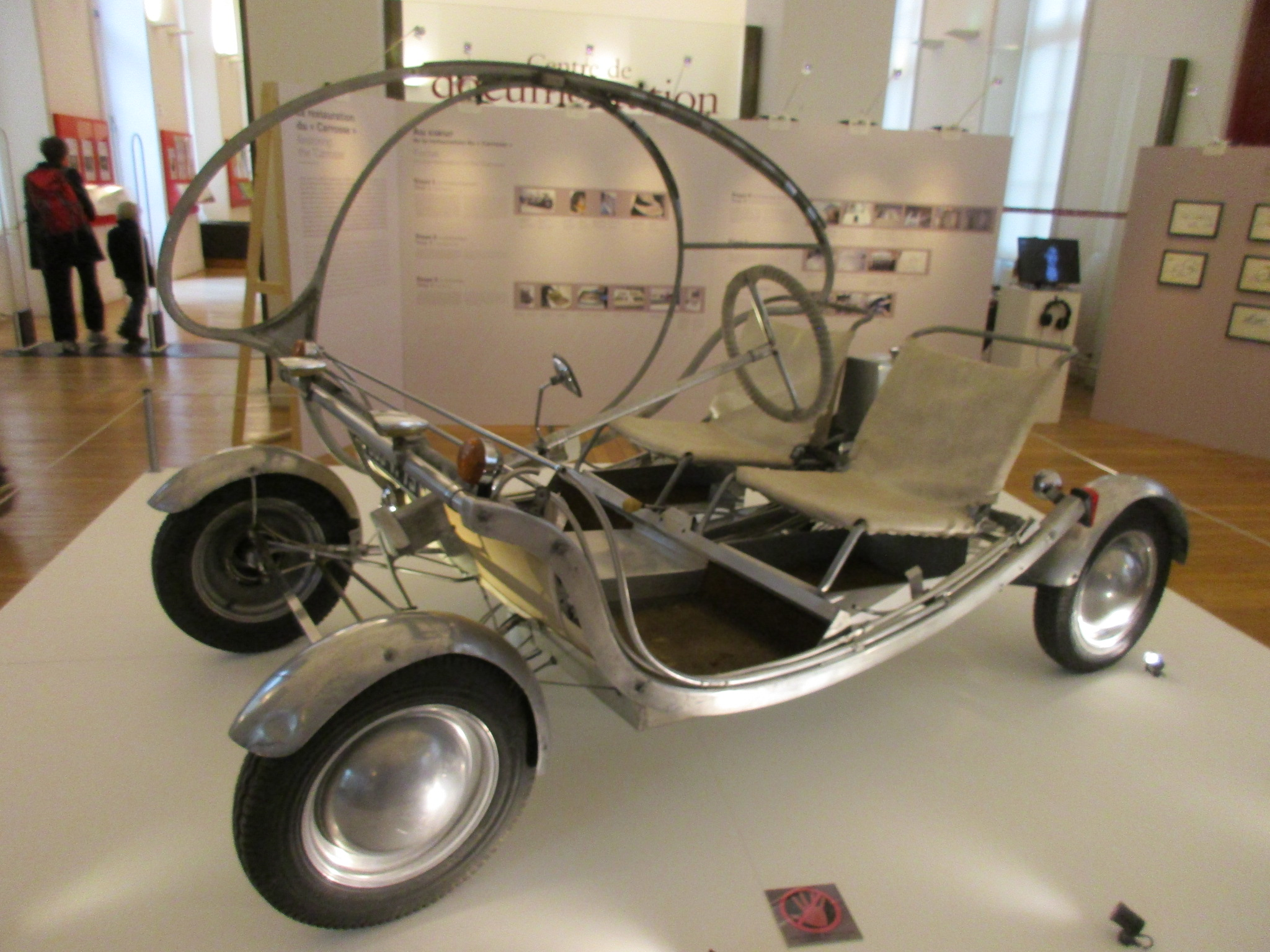
Die Variante von 1951 im Musée des arts et métiers in Paris

Arzens nutzte L’Œuf électrique bis zu seinem Tod im Jahr 1990 als Privatwagen. Danach wurde das Fahrzeug dem Musée des Arts et Métiers in Paris für dessen Sammlung des Conservatoire national des arts et métiers vermacht. Es wird zusammen mit dem von Paul Arzens bereits 1938 entworfenen Konzeptauto La Baleine in der Cité de l’Automobile in Mulhouse ausgestellt. Das Fahrgestell einer 1951 entwickelten Variante mit Verbrennungsmotor Le Carosse wird im Musée des Arts et Métiers in Paris gezeigt.

## Karosserie
Die kugelförmige Karosserie mit dem stromlinienförmigen Schrägheck ist von den Cyclecars der Zwischenkriegszeit und den bionischen Formen eines Eies, eines Wassertropfens oder einer Seifenblase inspiriert. Die Karosserie besteht aus Aluminiumblech; die Duralinox-Rohre des Fahrgestells mit bis zu 100 mm Durchmesser und 3 mm Wandstärke sind aus einer kaltverfestigten und korrosionsbeständigen Aluminium-Magnesium-Legierung gefertigt. Die Windschutzscheibe ist aus gebogenem Plexiglas, ebenso wie die Türen. Das Leergewicht beträgt etwa 350 kg, wobei Karosserie und Fahrwerk 60 kg, die Batterien 240 kg, der Motor 30 kg und das Zubehör 20 kg wiegen.

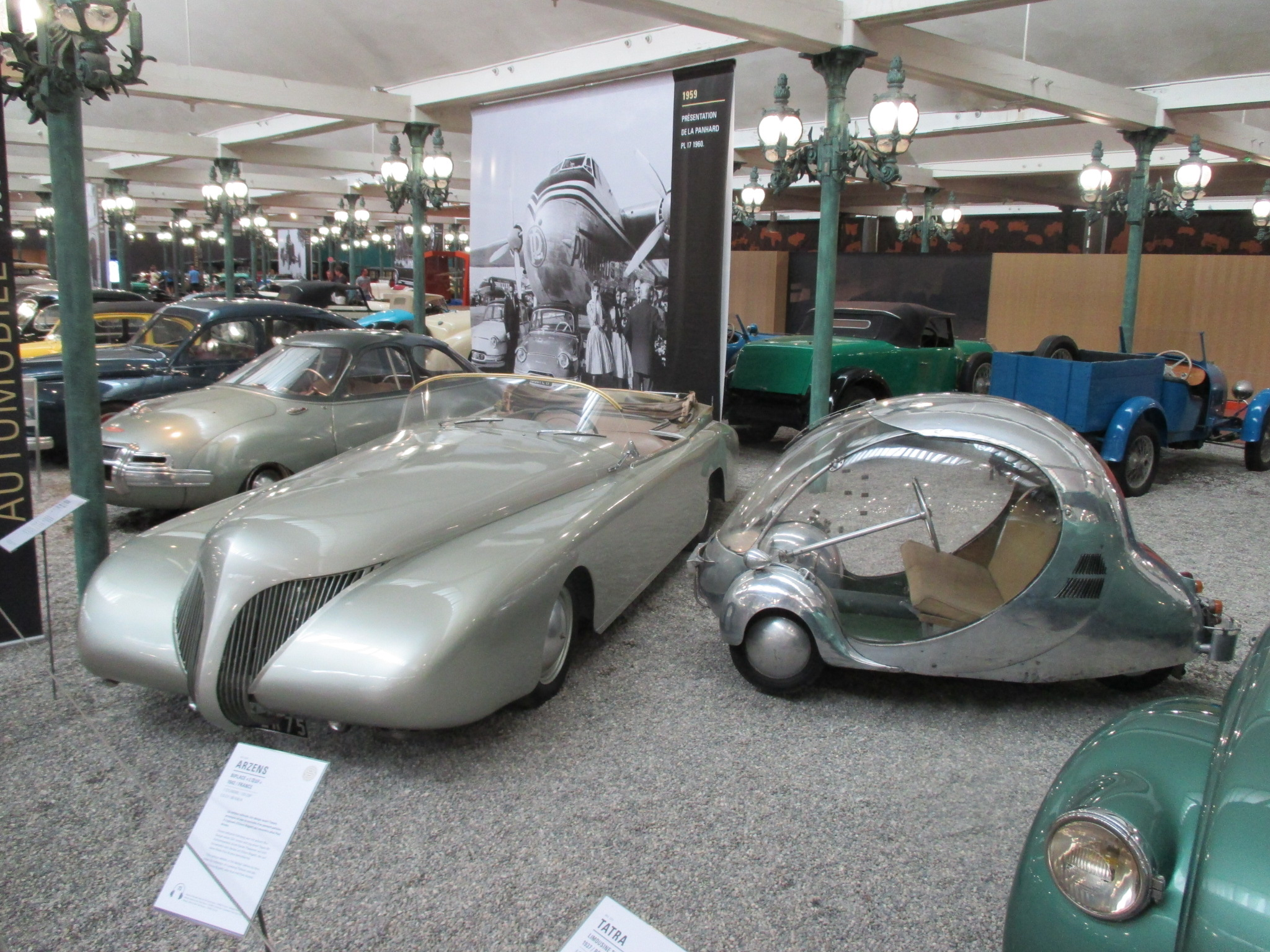
La Baleine und L’Œuf électrique
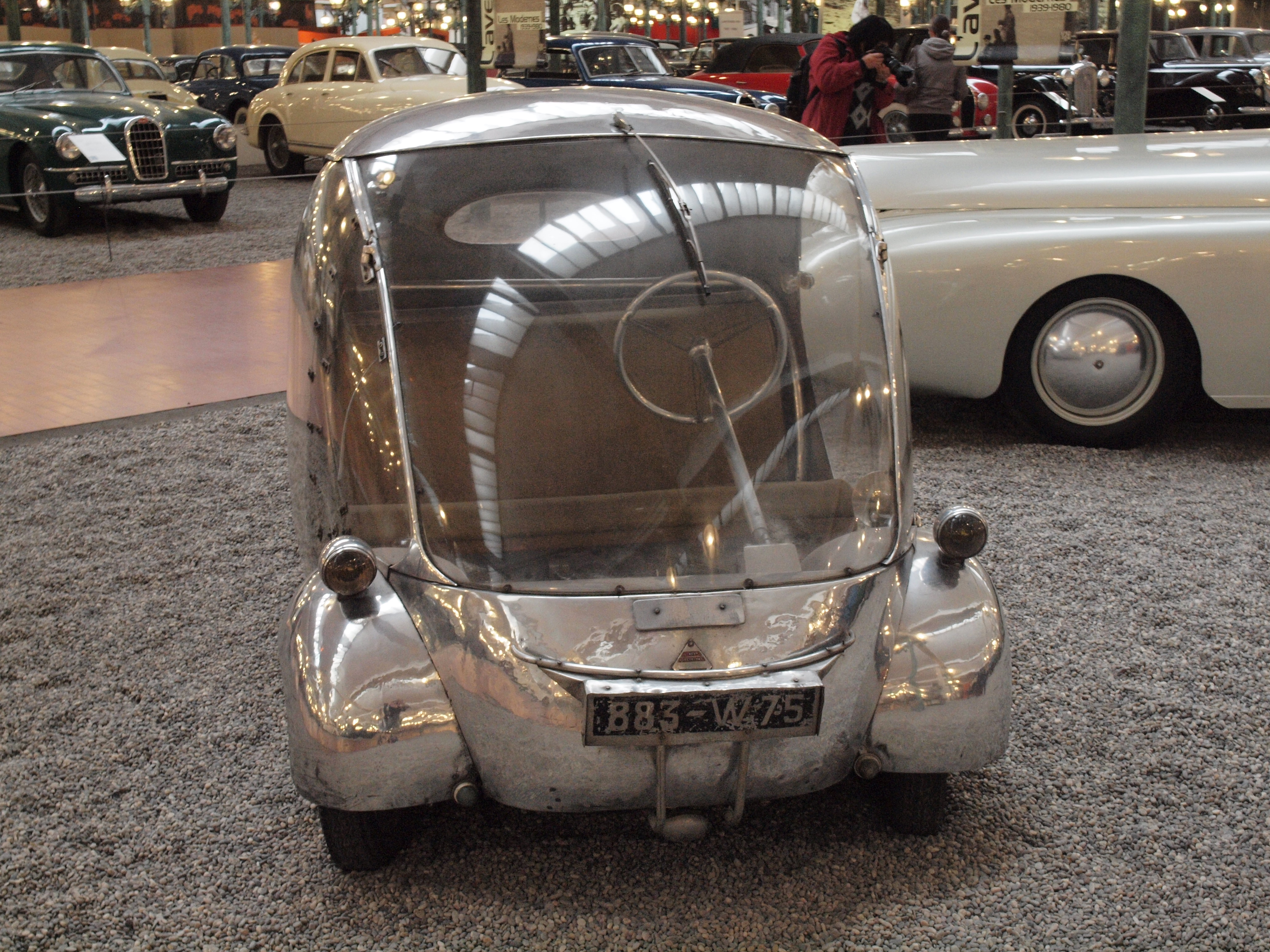
L’Œuf électrique von vorne
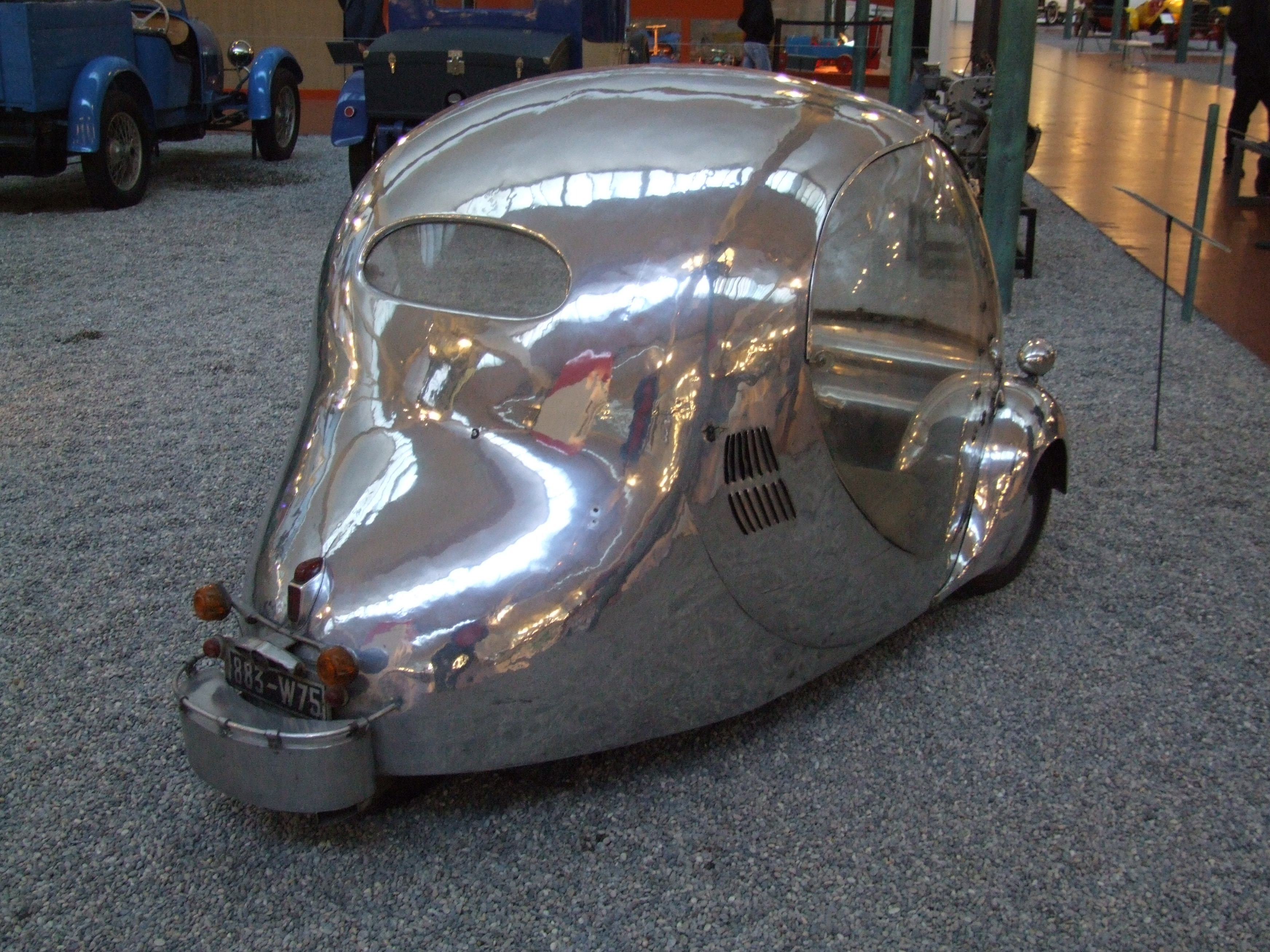
L’Œuf électrique von schräg hinten

## Motorisierung
Um die Kraftstoffrationierung während der deutschen Besetzung Frankreichs im Zweiten Weltkrieg zu umgehen, verwendete Arzens einen Elektromotor, der von fünf 12-Volt-Batterien unter der Sitzbank gespeist wurde. Jede Bleibatterie hatte eine Ladungsträgerkapazität (Nennladung) von 250 Amperestunden und wog 60 Kilogramm. Das Elektroauto erreichte eine Höchstgeschwindigkeit von 70 Kilometern pro Stunde und hatte eine Reichweite von 100 Kilometern.
In der Nachkriegszeit ersetzte Arzens den 6-kW-Elektromotor durch einen 125-cm³-Einzylinder-Ottomotor von Peugeot, der 5,5 PS (4,1 kW) leistete. Dadurch erhöhte sich die Höchstgeschwindigkeit des Wagens auf 80 Kilometer pro Stunde.